# Tricongius amazonicus
Tricongius amazonicus är en spindelart som beskrevs av Norman I. Platnick och Hubert Höfer 1990. Tricongius amazonicus ingår i släktet Tricongius och familjen Prodidomidae. Inga underarter finns listade i Catalogue of Life.